# فرودگاه بین‌المللی باودت
فرودگاه بین‌المللی باودت (به انگلیسی: Baudette International Airport) یک فرودگاه همگانی بهره‌برداری هوایی با کد یاتا BDE است که یک باند فرود آسفالت دارد و طول باند آن ۱۶۷۶ متر است. این فرودگاه در کشور ایالات متحده آمریکا قرار دارد و در ارتفاع ۳۳۱ متری از سطح دریا واقع شده‌است.